# Chezidek
Chezidek, född 20 juni 1973 som Desbert Johnson, är en Jamaicansk reggaeartist mest känd för hittarna "Call Pon Dem", "Can't Hear Must Feel", "Inna Di Road" och '"Leave De Trees".

## Biografi
Chezidek flyttade i tidig ålder från den jamaicanska landsbygden till Kingston där han började samarbeta med producenten Phillip "Fattis" Burrell från Xterminator Production. Han spelade in sitt första album Harvest Time år 2002 som innehöll populära låtar såsom "Can't Hear Must Feel", "Breakfree" och titelspåret "Harvest Time".
Hans första stora hit hette "Leave De Trees" och producerades av Hugh Miller (aka Bunny Dan). Han har uppträtt på större evenemang som Magnum Sting, Teen Splash, Dancehall Jam Jam, Bob Marley Tribute, Tribute to Peter Tosh, Rebel Salute och Western Consciousness. Chezidek har utsetts till bästa nya artist av the Jamaica Federation of Music and Affiliated Artiste (JFM).
Chezideks album Inna Di Road producerades av Bobby "Massiv B" Konders och distribuerades av Greensleeves Records i september 2007. Låten "Call Pon Dem" från detta album finns med på det officiella GTA IV Soundtracket.
I augusti 2008 uppträdde Chezidek på Uppsala Reggae Festival.

## Diskografi (urval)
Studioalbum
- 2002 – Harvest Time
- 2005 – Rising Sun
- 2006 – Mash Dem Down
- 2007 – Inna Di Road
- 2007 – Firm Up Yourself
- 2010 – Judgement Time
- 2013 – The Order of Melchezidek

Singlar
- 2002 – "Can't Hear Must Feel" / "Can't Hear Must Feel (Instrumental)"
- 2005 – "Leave De Trees" / "Chapter A Day Riddim"
- 2006 – "Inna Di Road" / "Jah Love"
- 2008 – "Call Pon Dem" / "Call Pon Dem (Instrumental)"